# Jean-François Dérec
Pour l’article ayant un titre homophone, voir Derek.
 (octobre 2024).
Si vous disposez d'ouvrages ou d'articles de référence ou si vous connaissez des sites web de qualité traitant du thème abordé ici, merci de compléter l'article en donnant les références utiles à sa vérifiabilité et en les liant à la section « Notes et références ».
Jean-François Dereczynski (prononcé dérétchinski), dit Jean-François Dérec, est un comédien et humoriste français, né le 11 mai 1947 à La Voulte-sur-Rhône (Ardèche).

## Biographie
Jean-Francois Dérec naît sous le nom de Jean-François Dereczynski le 11 mai 1947 à La Voulte-sur-Rhône. Il est issu d'une famille juive polonaise. Il débute avec des petits rôles au cinéma dans les années 1970, comme dans La Septième Compagnie au clair de lune, avant de décrocher quelques rôles plus importants par la suite, par exemple dans Marche à l'ombre, Le Grand Chemin, Génial, mes parents divorcent !.
Mais c'est à la télévision qu'il se fait remarquer en 1982, dans Le Théâtre de Bouvard, puis dans La Classe (en duo avec Guy Lecluyse). En 2000, il devient chroniqueur dans les émissions de Laurent Ruquier, à la télévision dans On a tout essayé sur France 2 et à la radio dans On va s'gêner sur Europe 1. Après l'arrêt de l'émission en 2007, il anime une chronique quotidienne décalée sur la chaîne française NT1, Dérec fait son intéressant.
En 2002, il est l'auteur et interprète d'un spectacle solo joué trois cents fois à Paris et en province. Son sketch le plus célèbre est alors Le Téléphone rose dans lequel il interprète Gérard Bouchard, un homme passant un coup de téléphone à une boîte vocale de téléphone rose. Il joue également le rôle du voleur de biscuits dans une publicité pour les biscuits « Petit Écolier » de LU.
Il a publié plusieurs romans.
Jean-François Dérec est ambassadeur de l'association fédérative La Voix de l'enfant.

## Filmographie

### Cinéma

#### Longs métrages
- 1975 : Les vécés étaient fermés de l'intérieur, de Patrice Leconte
- 1976 : Dracula père et fils, d'Édouard Molinaro
- 1976 : Un éléphant ça trompe énormément, d'Yves Robert
- 1976 : L'Apprenti salaud, de Michel Deville
- 1977 : La Septième Compagnie au clair de lune, de Robert Lamoureux
- 1977 : Le Vieux Pays où Rimbaud est mort, de Jean Pierre Lefebvre
- 1978 : Poker menteuses de Christine Van de Putte
- 1978 : L'Argent des autres, de Christian de Chalonge
- 1979 : Les Chiens d'Alain Jessua
- 1979 : Bête, mais discipliné de Claude Zidi
- 1980 : Je vais craquer de François Leterrier
- 1980 : Une sale affaire d'Alain Bonnot
- 1984 : Adam et Ève de Jean Luret
- 1984 : Marche à l'ombre, de Michel Blanc
- 1987 : Le Grand Chemin, de Jean-Loup Hubert
- 1989 : Après la guerre, de Jean-Loup Hubert
- 1990 : Génial, mes parents divorcent !, de Patrick Braoudé
- 1992 : Le Zèbre, de Jean Poiret
- 1993 : Justinien Trouvé ou le Bâtard de Dieu, de Christian Fechner
- 1993 : La Cavale des fous de Marco Pico
- 1993 : Tout le monde n'a pas eu la chance d'avoir des parents communistes, de Jean-Jacques Zilbermann
- 1995 : Les Truffes, de Bernard Nauer
- 1995 : Les Misérables, de Claude Lelouch
- 1996 : Les Deux Papas et la Maman de Jean-Marc Longval et Smaïn
- 1996 : Sortez des rangs, de Jean-Denis Robert
- 1998 : Ça n'empêche pas les sentiments de Jean-Pierre Jackson
- 1998 : L'homme est une femme comme les autres, de Jean-Jacques Zilbermann
- 1999 : La Maladie de Sachs, de Michel Deville
- 2000 : T'aime, de Patrick Sébastien
- 2004 : L'Île de Black Mór (voix)
- 2008 : Paris Nord Sud, de Franck Llopis
- 2008 : Mia et le Migou (voix)
- 2010 : Henry, de Kafka et Pascal Rémy
- 2012 : Par amour de Laurent Firode
- 2013 : Salaud, on t'aime de Claude Lelouch
- 2015 : Je veux être actrice de Frédéric Sojcher

#### Court métrage
- 2013 : Extrême Pinocchio de Pascal Chind

### Télévision

#### Téléfilms
- 1976 : Le Collectionneur de cerveaux ou Les Robots pensants de Michel Subiela
- 1980 : Des vertes et des pas mûres, de Maurice Delbez
- 1980 : L'Aéropostale, courrier du ciel, de Gilles Grangier
- 1981 : Le Voleur d'enfants, de François Leterrier
- 1983 : L'Île bleue, de Jean-Claude Guidicelli
- 1984 : Des grives aux loups, de Philippe Monnier
- 1984 : Disparitions, de Yves Ellena
- 1985 : D'amour et d'eau chaude, de Jean-Luc Trotignon
- 1985 : Le Réveillon de Daniel Losset : Antoine
- 1988 : L'Appart, de Christiane Spiero
- 1989 : Le Retour de Lemmy Caution, de Josée Dayan
- 1992 : Amour et Chocolat, de Josée Dayan
- 1993 : Chambre froide, de Sylvain Madigan
- 1994 : Navarro (1 épisode)
- 1995 : L'Instit (Série TV), épisode 3-02, Le crime de Valentin, de Christian Faure : Lebars
- 1996 : L'Orange de Noël, de Jean-Louis Lorenzi
- 1997 : Une patronne de charme, de Bernard Uzan
- 1997 : L'Enfant perdu, de Christian Faure
- 1997 : La Belle Vie, de Gérard Marx
- 2000 : Le Blanc et le Rouge, de Jean-Louis Lorenzi
- 2001 : Caméra Café (3 épisodes)
- 2004 : Clochemerle, de Daniel Losset
- 2005 : Le Bal des célibataires, de Jean-Louis Lorenzi
- 2006 : Jeanne Poisson, marquise de Pompadour, de Robin Davis
- 2012 : Joséphine, ange gardien (épisode 60, Une prof) : le Principal du collège
- 2012 : La Victoire au bout du bâton de Jean-Michel Verner

#### Émissions
- Le Théâtre de Bouvard, présentée par Philippe Bouvard sur Antenne 2 ;
- La Classe, présentée par Guy Lux sur FR3 puis France 3 ;
- On a tout essayé, présentée par Laurent Ruquier sur France 2 (chroniqueur de 2000 à 2004).

#### Publicités
- années 1990 : Petit écolier

### Clip
- 2015 : Clip de la chanson Rockabilly Legacy du groupe The Spunyboys

## Théâtre
- 1970 : Les Tueurs, mise en scène Georges Lavaudant, Grenoble
- 1981 : La Môme vert-de-gris mise en scène Jean-Pierre Bastid d'après Poison Ivy de Peter Cheyney
- 1981 : Un conseil de classe très ordinaire de Patrick Boumard, mise en scène Jean-Louis Benoît
- 1985: Nuit d'ivresse de Josiane Balasko, mise en scène Josiane Balasko, théâtre du Splendid Saint-Martin
- Antigone et Le Roi Lear, mise en scène Georges Lavaudant
- 2001 : La Boutique au coin de la rue de Miklós László, mise en scène Jean-Jacques Zilbermann, théâtre Montparnasse
- 2002-2003 : Problèmes affectifs et sexuels en milieu urbain (one man show), théâtre Trévise, théâtre du Point-Virgule, Palais des glaces
- 2003 : La presse est unanime de Laurent Ruquier, mise en scène Agnès Boury, théâtre des Variétés
- 2004 : Ma fille travaille à Paris de Jean Barbier, mise en scène Thierry Lavat, théâtre des Nouveautés
- 2008 : La Dame de chez Maxim de Georges Feydeau, mise en scène Francis Perrin, diffusée sur France 2
- 2009 : Le Jour où j'ai appris que j'étais juif (one man show), théâtre du Petit Gymnase
- 2012 : Sketch(s) (one man show), mise en scène Roger Louret, théâtre BO Saint Martin
- 2018-2019 : Le Jour où j'ai appris que j'étais juif (one man show), théâtre du Chêne noir et théâtre Montparnasse
- 2021 : Le Jour où j'ai appris que j'étais juif (one man show), théâtre du Chêne noir (Festival off d'Avignon)

## Publications
- 2003 : De la survie en milieu hostile, Pocket
- 2003 : J'ai bien connu le général ou les Carnets du conseiller Z, Robert Laffont
- 2007 : Le jour où j'ai appris que j'étais juif, Denoël
- 2007 : Mes pensées à moi, Plon
- 2007 : Flou, Jean-Claude Gawsewitch
- 2013 : La littérature pour ceux qui ont la flemme de lire, Editions Générales First